# Wilhelm Florentin von Salm-Salm
Wilhelm Florentin von Salm-Salm, Vilém Florentin Salm (ur. 10 maja 1745 na zamku w Anholt; zm. 14 września 1810 w Hambach an der Weinstraße) – austriacki duchowny kościoła katolickiego, biskup Tournai w latach 1776–1793, arcybiskup metropolita praski i prymas Czech od 1793.

## Życiorys

### Młodość i początki pracy duszpasterskiej
Urodził się jako osiemnaste dziecko austriackiego feldmarszałka i gubernatora Antwerpii, Nikolausa Leopolda von Salm-Salm. Zgodnie z życzeniem ojca był przeznaczony do służby wojskowej, dlatego uczył się w szkołach wojskowych. Ostatecznie jednak porzucił karierę wojskową i rozpoczął studia teologiczne oraz prawnicze w Kolonii i Liège. W 1761 został kanonikiem katedralnym w Kolonii, Strasburgu i Liège, a cztery lata później w Augsburgu.
17 marca 1771 otrzymał święcenia kapłańskie. W tym czasie kapituła katedralna w Tournai zwróciła się do cesarzowej Marii Teresy o powołanie go na nowego ordynariusza tamtejszej diecezji, która wakowała od 1770. Wilhelm von Salm-Salm otrzymał zatwierdzenie na tym stanowisku od cesarzowej dopiero 30 stycznia 1776, z kolei prowizję papieską kilka miesięcy później, czyli 20 maja.

### Biskup Tournai
Jako biskup Tournai wykazał się wielką troską o sprawy duchowe i materialne swoich duchownych oraz wiernych przez co zyskał uznanie miejscowej ludności. Ponadto w latach 1773–1788 był regentem w swoich posiadłościach rodowych, zarządzając nimi do czasu osiągnięcia pełnoletniości przez swojego bratanka. W 1788 założył także zgodnie z wolą cesarz Józefa II Seminarium Ogólne w Leuven.
Część diecezji Tournai należała do Francji, dlatego została objęta rewolucją francuską. W związku z tym biskup Wilhelm wziął udział w odbywających się w Wersalu obradach Stanów Generalnych. Gdy jednak jej przywódcy zaczęli buntować miejscowy kler diecezjalny oraz ingerować w działalność Kościoła katolickiego, na znak protestu i solidarności z dworem habsburskim wyjechał z Francji do Kolonii. Mimo to często wizytował swoje biskupstwo, uciekając z niego dopiero w czasie najazdu francuskiego na Niderlandy.

### Arcybiskup praski
Znalazł się następnie w Wiedniu, gdzie dzięki poparciu Józefa II został mianowany 1 maja 1793 arcybiskupem metropolitą praskim. Papież Pius VI zatwierdził ten wybór 23 września tego samego roku, a 2 maja następnego roku odbył się jego uroczysty ingres do archikatedry św. Wita.
Na okres jego pontyfikatu przypadł trudny okres wojen napoleońskich, które objęły cały kontynent europejski. W tym czasie prowadził działalność charytatywną, przeznaczając na to własne fundusze rodzinne. Od 1793 przeznaczał także około 12 tysięcy florenów rocznie na utrzymanie biskupstwa w Czeskich Budziejowicach.
Jako arcybiskup wizytował rocznie kilka dekanatów. Zmarł w 1810 r. podczas jednej z podróży po rodzinnych stronach. jego grób znajduje się w kaplicy pałacowej w Kamenicach.